# القناص الكنيد
القناص الكنيد، المعروفة في اليابان باسم غولغو 13: تعيين كولون، هو فيلم الحركة اليابانية لعام 1977 بطولة سوني شيبا كقاتل دولي غولغو 13. وكان هذا ثاني فيلم من أفلام الحركة الحية المبنية على المانجا غولغو 13.

## قطعة
قاتل رئيسي دوق توجو—الذي يحمل الاسم الرمزي "غولغو 13"—استأجرته عصابة الجريمة الأمريكية لقتل تشو لي فانغ، العضو القوي في فرع هونج كونج النقابي الذي كان يبيع المخدرات من خلال قنواته الخاصة. وفي الوقت نفسه، عليه أن يراقب سميث، المخبر المتعثر في هونغ كونغ الذي يصر على هزيمة تشو وتنظيمه لتصنيع المخدرات.
في إحدى الليالي، كان ضابط متخفي اسمه لين لي يتبع تشو وتسلل إلى مصنعه للمخدرات، لكن أطلق عليه النار من قبل رجاله. في اليوم التالي، حدد سميث مصنع تشو بعد أن عثرت مجموعة من الأطفال على مراسل لين لي، لكن لين لي قد قتل أثناء تبادل لإطلاق النار وتدمير المصنع. بحلول هذا الوقت، تم التعرف على كل من تشو وسميث أن غولجو في هونغ كونغ. سميث لديه ثأر شخصي في غولغو، الذي اغتال دبلوماسي أجنبي تم تعيينه لحمايته قبل عام. وبسبب هذا، يحث سميث قائد الشرطة على إصدار أمر بالقبض على تشو قبل وصول غولغو إليه أولاً. في اليوم التالي، أثناء حفل افتتاح بركة سباحة عامة بتمويل من تشو، يستعد غولغو لإطلاق النار على سيد المخدرات من مبنى مجاور، لكن قاتلاً من القوقاز يدعى ليكا يصل إلى تشو أولاً. في حين يفترض سميث ورجاله أنه كان غولغو الذي قتل تشو، يشتبه غولغو في شخص ما في هونغ كونغ أعلى من أمر تشو. تقدم النقابة الأمريكية غولغو 100000 دولار أمريكي إضافي لتعقب العقل المدبر. بعد وقت قصير من تشييع تشو، قتلت غولغو أرملته لي هوا وليكا أثناء محاولته للقبض عليه ووضعه في مكانه.
يسافر غولغو إلى اليابان ليتبع الدبلوماسي البوراني بولانسكي، الذي كان على علاقة قوية مع تشو. هناك، يكتشف أن بولانسكي يسعى للحصول على اللجوء الأمريكي من مكتب التحقيقات الفيدرالي مقابل الحصول على معلومات حيوية تتعلق بشبكة تجارة المخدرات. في نفس الوقت، سميث يتبع الطريق ويدير لاعتقال غولغو عندما يعود القاتل إلى هونغ كونغ. يحاول سميث استجواب غولغو، ولكن دون جدوى، حيث يتم إطلاق سراح القاتل بعد أن اكتشفت الشرطة أن ليكا هو الذي قام باغتيال تشو. في طريقه إلى السفارة الأمريكية، تعرض غولغو لكمين من قبل قاتل يدعى شيلز، لكنه قتل شيلز، على الرغم من إطلاق النار عليه في ساقه. في غضون ذلك، اكتشف سميث وفريقه أن بولانسكي يتلقى شحنات مخدرات من جميع أنحاء جنوب شرق آسيا، لكن الشرطة لا يمكن أن تلمسه بسبب الحصانة الدبلوماسية. يتعافى غولغو من جرحه ويتجه إلى جزيرة سيكيري، حيث يختبئ بولانسكي. على الرغم من عدم وجود سلطة قضائية، قام سميث ورجاله بغارة جزيرة سيكيري. يحاول بولانسكي الهرب عبر طائرة هليكوبتر، لكن غولغو - الذي يعلق على جانب من جرف صخري - يرميه إلى أسفل، ويرسله خارج المروحية ويسقط في المحيط. يسترد فريق سميث جسمه والحقيبة التي تحتوي على دليل على تورطه في اغتيال تشو.
في اليوم التالي، يلتقي غولغو وسميث مرة أخرى في مطار كاي تاك. سميث يثقب غولغو، متعهدا بحبسه في حال عودته إلى هونغ كونغ.

## قائمة الممثلين
- سوني شيبا
- كالان لونغ
- ايتسوكو شييهومي
- جيري ايتو
- آلان تشوي
- كلايتون
- ياو لين تشن
- ايمي شيندو
- ايلين سونغ
- دانا
- كوجي تسوروتا

## روابط خارجية
- القناص الكنيد على موقع IMDb (الإنجليزية)
- القناص الكنيد على موقع نتفليكس (الإنجليزية)
- القناص الكنيد على موقع أول موفي (الإنجليزية)
- القناص الكنيد على موقع فيلمافينيتي (الإسبانية)
- القناص الكنيد على موقع قاعدة بيانات الفيلم (الإنجليزية)
- القناص الكنيد على موقع ليتربوكسد (الإنجليزية)
- القناص الكنيد على موقع كينوبويسك (الروسية)